# Adrian (Michigan)
Adrian è una città degli Stati Uniti d'America, capoluogo della contea di Lenawee nello Stato del Michigan.

## Geografia fisica
Si estende su una superficie di 18,8 km² e nel 2000 contava 21.574 abitanti (1.167,4 per km²).

## Storia
La città venne fondata il 18 giugno del 1826 da Addison Comstock e in origine venne chiamata Logan: nel 1828 il suo nome venne mutato in Adrian in onore dell'imperatore romano Publio Elio Traiano Adriano.
Vi ha sede la casa madre delle Suore Domenicane della Congregazione del Santo Rosario, uno dei maggiori istituti religiosi americani.